# Heinrich Kipp (Jurist)
Heinrich Georg Kipp (* 22. Mai 1910 in Uerdingen bei Krefeld; † 7. September 1993 in Innsbruck) war ein deutscher Richter, Rechtswissenschaftler und Ministerialbeamter. Er war Professor für Völkerrecht und Rechtsphilosophie an der Universität Innsbruck.

## Leben

### Herkunft und Studium
Kipp entstammt kleinbürgerlich-katholischen Verhältnissen. Er wurde 1910 als zweites von drei Kindern und einziger Sohn eines kaufmännischen Angestellten, der relativ früh verstarb, und dessen Frau im niederrheinischen Uerdingen geboren. Sein Vater diente im Ersten Weltkrieg und arbeitete zuletzt als Leiter des Lohnbüros einer Zuckerraffinerie. Kipp trat in seiner Jugend dem katholischen Bund Neudeutschland bei. 1929 legte er an einem Reformrealgymnasium in Krefeld das Abitur ab.
Im Anschluss studierte er auf Anraten der Studienberatung Rechtswissenschaften an der Universität zu Köln. Sein Studium finanzierte er sich als Werkstudent in der Industrie und mithilfe des katholischen Albertus-Magnus-Verein, der zinslose Darlehen an begabte Studenten vergab. Er hörte juristische Vorlesungen bei u. a. Godehard Josef Ebers, Hans Kelsen, Heinrich Lehmann, Hans Carl Nipperdey und Carl Schmitt. Während des Studiums trat er dem Neudeutschen Hochschulring (ND), der an den katholischen Jugendbund anknüpfte, und dem durch Ebers mitbegründeten „Görres-Ring“ bei. 1932 legte er das Referendarexamen (u. a. bei Hans Dölle und Ebers) ab und absolvierte sodann das Rechtsreferendariat mit Stationen am Amtsgericht Uerdingen und am Landgericht Krefeld. In dieser Zeit war er Teilnehmer am verpflichtenden, überwiegend vormilitärisch geprägten Jüterboger Referendarlager.
1934 wurde er beim Kirchenrechtler Ebers mit der Dissertation Moderne Probleme des Kriegsrechts in der Spätscholastik. Eine rechtsphilosophische Studie über die Voraussetzungen des Rechtes zum Kriege bei Vittoria und Suarez zum Dr. jur. (magna cum laude) promoviert. 1936 folgte das Assessorexamen bei der Prüfungsstelle des Reichsjustizprüfungsamts beim Oberlandesgericht Düsseldorf.

### Amtsrichter
Ab 1937 arbeitete er in der Düsseldorfer Niederlassung des deutschen Mineralölunternehmens Rhenania-Ossag, einem Tochterunternehmen von Shell. Im gleichen Jahr erhielt er ein Angebot zur Habilitation bei Ebers, der allerdings zunächst als Rektor, dann als Professor durch die Nationalsozialisten entpflichtet wurde und schließlich in Gestapo-Haft geriet. Ein ins Auge gefasster Wechsel Kipps an die Katholische Universität vom Heiligen Herzen nach Mailand, Italien realisierte sich nicht.
Im Jahre 1938 trat er in den bayerischen Justizdienst ein, so arbeitete er zunächst für einige Monate bei der Oberstaatsanwaltschaft im schwäbischen Memmingen. Danach wurde er Richter auf Probe am Amtsgericht Memmingen, er war überwiegend als „Vormundschaftsrichter“, aber auch vertretungsweise als Strafrichter tätig. 1939 erhielt er, zuvor als „tauglich“ gemustert, einen Gestellungsbefehl als Funker zur Luftwaffe nach Neu-Ulm. Es folgte Versetzungen nach Augsburg und Gelnhausen. Im Juni 1940 wurde er auf Wunsch der Justizverwaltung in Neubiberg entlassen. Bisher nur Mitglied der NS-Volkswohlfahrt, beantragte er am 3. März 1941 – nach eigenen Angaben des beruflichen Fortkommens wegen – die Aufnahme in die NSDAP und wurde zum 1. April desselben Jahres aufgenommen (Mitgliedsnummer 8.814.249). Er wurde schließlich Amtsgerichtsrat und besetzte eine Planstelle am Amtsgericht Saarlautern (heute Saarlouis). Die alliierten Bombenangriffe auf Kipps Wohnort Memmingen beschädigten im April 1945 auch das Wohnhaus seiner Familie.
Nach dem Einmarsch der Amerikaner wurde er für sieben Monate im Internierungslager Moosburg bei München interniert und in der Folge wie auch andere Mitinsassen durch den Heeresnachrichtendienst Counter Intelligence Corps (CIC) verhört. Im März 1946 wurde er entlassen; nach der Einstufung als „Mitläufer“ durch die Spruchkammer Memmingen im Rahmen des Entnazifizierungsverfahrens war er wieder als Richter tätig, neben der Tätigkeit in Memmingen auch am Amtsgericht Illertissen. In Köln galt er als „Entlasteter“, worauf er 1949 als Oberregierungsrat in das durch Adolf Süsterhenn (CDU) geführte Justizministerium Rheinland-Pfalz nach Koblenz berufen wurde.

### Ministerialbeamter
Im März 1950 trat der Ministerialdirektor im Bundeskanzleramt, Hans Globke, an Kipp heran, ob dieser nicht Referent (A II) in der Verfassungsabteilung im durch Robert Lehr (CDU) geleiteten Bundesministerium des Innern in Bonn werden wollte. Kipp, der 1952 Ministerialrat wurde, nahm an und war fortan vordergründig zuständig für das Verhältnis zwischen Bund und Ländern, die Neugliederung des Bundesgebietes, das Kabinettsreferat des Ministers, die Bearbeitung von Verfassungsklagen vor dem Bundesverfassungsgericht und die Agenda Kriegsdienstverweigerung. Danach übernahm er als Nachfolger von Theodor Ritterspach das Referat Förderung der wissenschaftlichen Forschung in der Kulturabteilung (Leitung: Staatssekretär Erich Wende) des Ministeriums, das nunmehr durch Gerhard Schröder (CDU) geleitet wurde. In das Kuratorium und den Hauptausschuss der Deutschen Forschungsgemeinschaft (DFG) wurde er kooptiert; als Vertreter des Bundes war er auch im Kuratorium der Deutschen Bibliothek (1952–1955) vertreten. 1954 nahm er an einem kulturellen Austauschprogramm des State Department, dem International Visitor Program (IVP), in die USA teil.

### Ordentlicher Professor
Über den Kontakt Süsterhenn lernte er den Würzburger Rechtsprofessor Friedrich August Freiherr von der Heydte kennen, mit dem er grundsätzliche Gedanken das Naturrecht betreffend teilte. 1956 habilitierte er sich an der Rechtswissenschaftlichen Fakultät der Julius-Maximilians-Universität Würzburg für Völkerrecht, Staatsrecht, Staatslehre und politische Wissenschaften mit der der Arbeit Unesco – Recht, sittliche Grundlage, Aufgabe. Danach wirkte er von 1956 bis 1959 in Würzburg als Privatdozent.
Nachdem er 1958 einen Ruf auf die ordentliche Lehrkanzel für Völkerrecht und Rechtsphilosophie an der Universität Innsbruck erhalten hatte, wurde er dort 1959 Nachfolger von Eduard Reut-Nicolussi. Er war Dekan der Rechtswissenschaftlichen Fakultät und Mitglied des Senats. 1985 gab er das durch ihn geleitete Institut für Völkerrecht und Rechtsphilosophie an seinen Nachfolger ab. Zu seinen akademischen Schülern gehörten u. a. Helmut Heinrichs und Bruno Simma (Ordinarius für Völkerrecht an der Universität München).
Im Jahre 1959 wurde er zum ordentlichen Mitglied der Österreichischen UNESCO-Kommission in Wien ernannt. Außerdem war er Mitglied des wissenschaftlichen Beirats der Diplomatischen Akademie Wien. 1969 organisierte er die Jahrestagung der Deutschen Gesellschaft für Völkerrecht in Wien. In London nahm er an einer Wilton Park Conference teil.
Kipp galt als Vertreter eines katholischen Naturrechtsansatzes.

### Familie
Er, römisch-katholisch, war ab 1939 verheiratet mit einer Tochter eines Krefelder Richters und Vater von vier Kindern.

## Auszeichnungen
- 1981: Bundesverdienstkreuz I. Klasse
- 1982: Großes Silbernes Ehrenzeichen für Verdienste um die Republik Österreich

## Schriften (Auswahl)
- Moderne Probleme des Kriegsrechts in der Spätscholastik. Eine rechtsphilosophische Studie über die Voraussetzungen des Rechtes zum Kriege bei Vittoria und Suarez (= Görres-Gesellschaft zur Pflege der Wissenschaft im katholischen Deutschland. H. 68). Schöningh, Paderborn 1935.
- Staatslehre. Mensch, Recht und Staat. Pick, Köln 1947, DNB 452412943 (2. Auflage 1949)
- Allgemeine Rechtslehre. Schlösser, Braunschweig 1950, DNB 452412986 (4. Auflage 1957)
- Naturrecht und moderner Staat. Glock & Lutz, Nürnberg 1950, DNB 452412951
- Völkerordnung und Völkerrecht im Mittelalter. Verlag Deutsche Glocke, Köln 1950, DNB 452413028 (ursprüngliches Habilitationsthema)
- mit Hermann Conrad (Hrsg.): Gegenwartsprobleme des Rechts. Beiträge zum Staats-, Völker- und Kirchenrecht, sowie zur Rechtsphilosophie. 2 Bände, Schöningh, Paderborn 1950.
- UNESCO. Recht, sittliche Grundlage, Aufgabe. Isar-Verlag, München 1957, DNB 452413001
- mit Franz Mayer, Armin A. Steinkamm (Hrsg.): Um Recht und Freiheit. Festschrift für Friedrich August von der Heydte zur Vollendung des 70. Lebensjahres dargebracht von Freunden, Schülern und Kollegen. 2 Bände. Duncker & Humblot, Berlin 1977, ISBN 3-428-03862-2.
- Rückblicke. Jurist in revolutionärem Jahrhundert (= Edition Gutenberg). Brendow, Moers 1992, ISBN 3-87067-472-5. (Autobiographie)